# Warren Adler
Warren Adler (Brooklyn, 16 dicembre 1927 – Manhattan, 15 aprile 2019) è stato uno scrittore, poeta e drammaturgo statunitense.

## Biografia
Warren Adler nasce a Brooklyn il 16 dicembre 1927 dal contabile Sol Adler e da Fritzie Goldman, entrambi immigrati dalla Russia.
Frequenta il liceo con i futuri scrittori Mario Puzo e William Styron prima di laurearsi in letteratura inglese all'Università di New York.
Terminati gli studi inizia a lavorare come giornalista per il Daily News e per il Queens Post; è corrispondente per l'American Forces Press Service durante la Guerra di Corea e in seguito si dedica al business con una propria emittente televisiva e una stazione radio e il lancio di una compagnia pubblicitaria, la Warren Adler Ltd.
Esordisce nel 1974 con il romanzo Options e in seguito pubblica una cinquantina di romanzi spesso opzionati per il cinema e la televisione, tra i quali spicca la commedia nera La guerra dei Roses, tradotta in 25 lingue e trasposta in una pellicola di successo e a teatro in numerose nazioni.
Muore il 15 aprile 2019 a Manhattan in seguito alle complicazioni di un tumore del fegato.

## Vita privata
Sposatosi il 6 maggio 1951 con la giornalista Sonia Kline, dalla loro unione nascono David Allen, Jonathan Robert e Michael Adam

## Opere principali

### Serie La guerra dei Roses
- La guerra dei Roses (The War of the Roses, 1981), Milano, Sperling & Kupfer, 1990 traduzione di Tullio Dobner ISBN 88-200-1009-7.
- Children of the Roses (2004)

### Serie Fiona Fitzgerald
- American Quartet (1982)
- American Sextet (1982)
- Death of a Washington Madame (2005)
- The Witch of Watergate (1992)
- Senator Love (1991)
- Immaculate Deception (1991)
- The Ties That Bind (1994)
- Washington Masquerade (2013)

### Altri romanzi
- Options (1974)
- The Henderson Equation (1976)
- Banquet Before Dawn (1976)
- Trans-Siberian Express (1977)
- The Casanova Embrace (1978)
- Partita con la morte (Natural Enemies, 1979), Milano, Mondadori, Cerchiorosso N.25, 1980 traduzione di Grazia Alineri
- Blood Ties (1979)
- Cuori sbandati (Random Hearts, 1984), Milano, Sperling & Kupfer, 1985 traduzione di Roberta Rambelli ISBN 88-200-0438-0.
- Twilight Child (1985)
- We Are Holding the President Hostage (1986)
- Strani miracoli (Madeline's Miracles, 1989), Milano, Sperling & Kupfer, 1992 traduzione di Anna Orsatti ISBN 88-200-1315-0.
- Bugie private (Private Lies, 1991), Milano, Sperling & Kupfer, 1993 traduzione di Alda Carrer ISBN 88-200-1480-7.
- The Housewife Blues (1992)
- Mourning Glory (2001)
- Cult (2002)
- Funny Boys (2008)
- The David Embrace (2010)
- Empty Treasures (2010)
- Flanagan's Dolls (2010)
- The Womanizer (2010)
- Residue (2010)
- The Serpent's Bite (2012)
- Target Churchill con James C. Humes (2013)
- Treadmill (2014)

### Reccolte di racconti
- The Sunset Gang (1977)
- Never too Late for Love (1995)
- Jackson Hole: Uneasy Eden (1997)
- The Washington Dossier Stories (2007)
- New York Echoes (2008)
- New York Echoes 2 (2011)

### Teatro
- Mathusaleh's Children
- Windsmills (1981)
- The Sunset Gang (1991)
- The War of Roses (2013)

## Adattamenti

### Cinema
- La guerra dei Roses (The War of the Roses), regia di Danny DeVito (1989)
- Destini incrociati (Random Hearts), regia di Sydney Pollack (1999)

### Televisione
- American Playhouse (serie TV) episodio The Sunset Gang (10x7)
- Fiona (film TV), regia di Tom McLoughlin (2002)